# Хаузер (Ајдахо)
Хаузер (енгл. Hauser) град је у америчкој савезној држави Ајдахо.

## Демографија
По попису из 2010. године број становника је 678, што је 10 (1,5%) становника више него 2000. године.
| Група             | 2000.       | 2010.       |
| Белци             | 623 (93,3%) | 632 (93,2%) |
| Афроамериканци    | 0 (0,0%)    | 2 (0,3%)    |
| Азијати           | 2 (0,3%)    | 3 (0,4%)    |
| Хиспаноамериканци | 15 (2,2%)   | 14 (2,1%)   |
| Укупно            | 668         | 678         |